# 胡安·帕迪利亚
胡安·帕迪利亚（西班牙語：Juan Padilla，1965年9月16日—），古巴男子棒球运动员。他曾代表古巴参加1992年和1996年夏季奥林匹克运动会棒球比赛，获得二枚金牌。他也曾参加1995年和1999年泛美运动会。